# گابریل گونزاگا
گابریل گونزاگا (انگلیسی: Gabriel Gonzaga؛ زادهٔ ۱۸ مهٔ ۱۹۷۹) ورزشکار هنرهای رزمی ترکیبی اهل برزیل است.